# ダレデモダンス (一般社団法人)
一般社団法人ダレデモダンスは、誰もがストリートダンスに親しみやすい環境を創出し、ストリートダンスの普及と指導者の育成、ダンサーの活躍の場の拡大と、アクティブシニア世代の健康寿命伸張への貢献を目指して設立された法人である。TRFのSAMが主宰する「ダレデモダンス」の運営母体である。

## 活動内容
- 誰もが踊ることのできるダンスメソッドの開発
- ダンスとの出会いを生みだすワークショップの開催
- ダンスの技量を認定する検定の実施
- 質の高い指導者の育成
- 活動の輪を拡げるための公認スタジオの認定
- プロによるダンス公演の実施

## 組織概要
- 名称：　一般社団法人 ダレデモダンス
- 所在地：　東京都目黒区
- 設立：　2016年2月17日
- 代表理事：
  - SAM（TRF）
- 理事：
  - 石川勝（東京大学IRT研究機構 特任研究員/株式会社シンク・コミュニケーションズ 代表取締役）
  - 蝦名大也（釧路市長）
  - 菅原一秀（衆議院議員）
  - 千葉茂（学校法人片柳学園　日本工学院専門学校 学校長）
  - 古川俊治（参議院議員 医師 弁護士）
  - 牧健太郎（公認会計士・税理士）
  - 宮杉早苗江（学校法人中央学園 理事長）
- 正会員：
  - 日本工学院専門学校
  - エイベックス・マネジメント株式会社
  - 学校法人中央学園
  - 株式会社ドクターシーラボ
- アドバイザー：
  - CHIHARU（TRF）
  - ETSU（TRF）
  - PINO（ダンサー）
  - 長谷川達也（ダンサー）
  - MaRi（ダンサー）
  - ACHI（ダンサー）
  - YU-KI（ダンサー）
  - SAYAKA（ダンサー）
  - 北川正博（道東ドクターヘリ フライトドクター）
  - 野口美樹（ピラティスインストラクター）
  - 保屋松靖人（エイベックス・マネジメント株式会社）